# Marco (mueble)

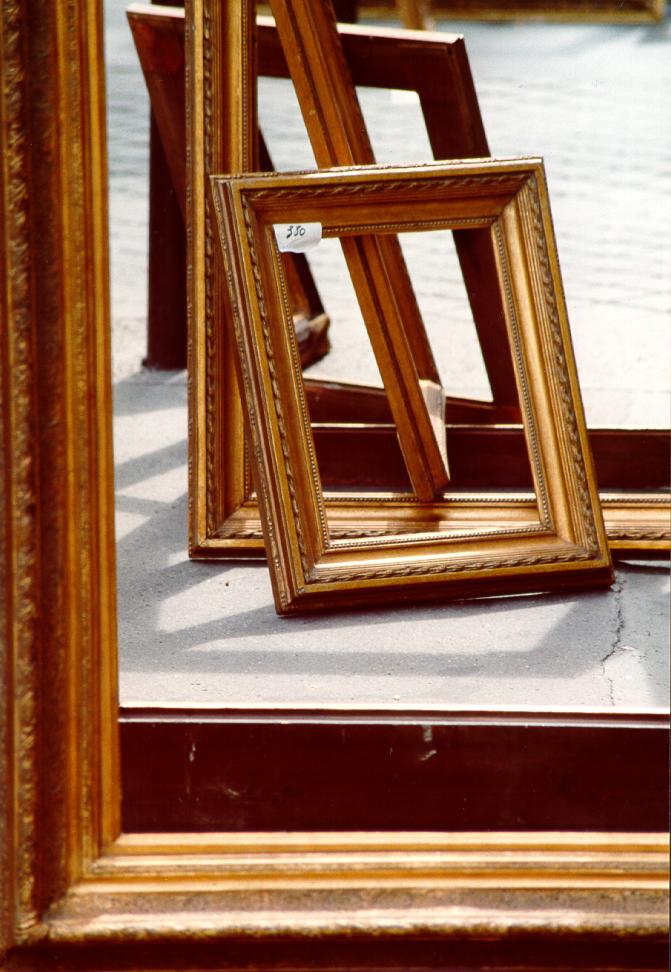
Marcos de madera.

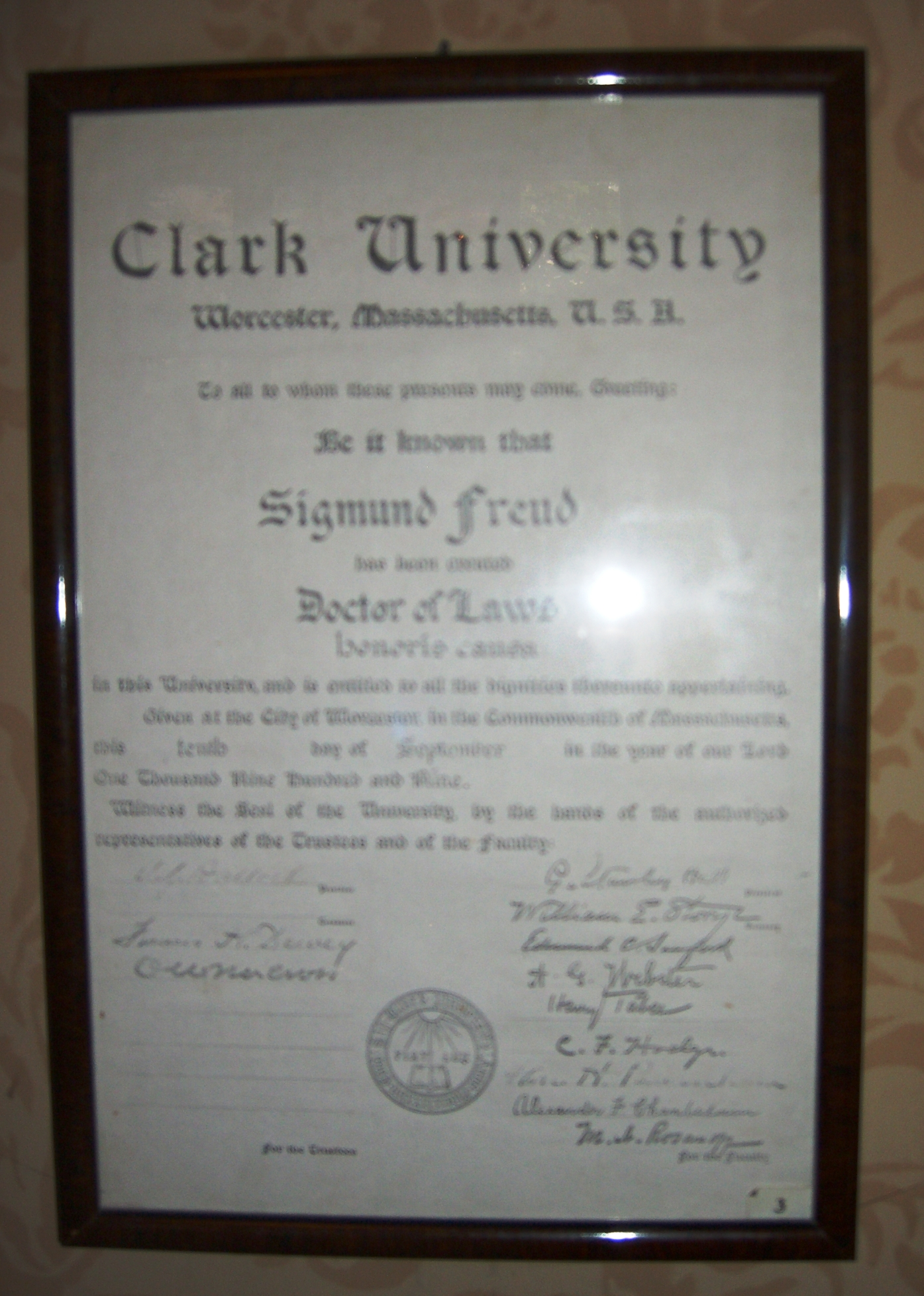
Título enmarcado (doctorado de Sigmund Freud).

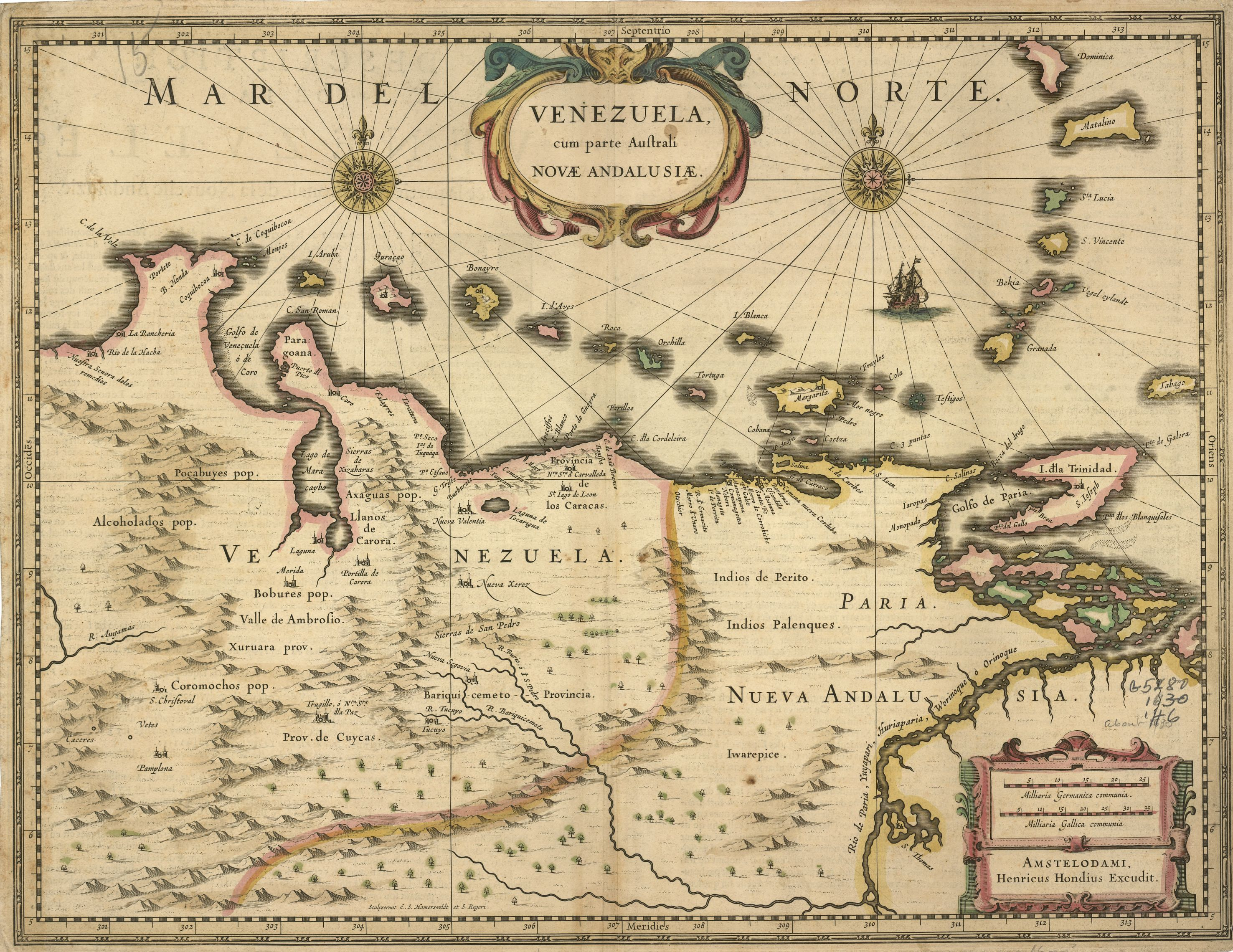
Mapa enmarcado por las propias coordenadas geográficas. Las cartelas a su vez están enmarcadas con dibujos que imitan la forma de sofisticados marcos.

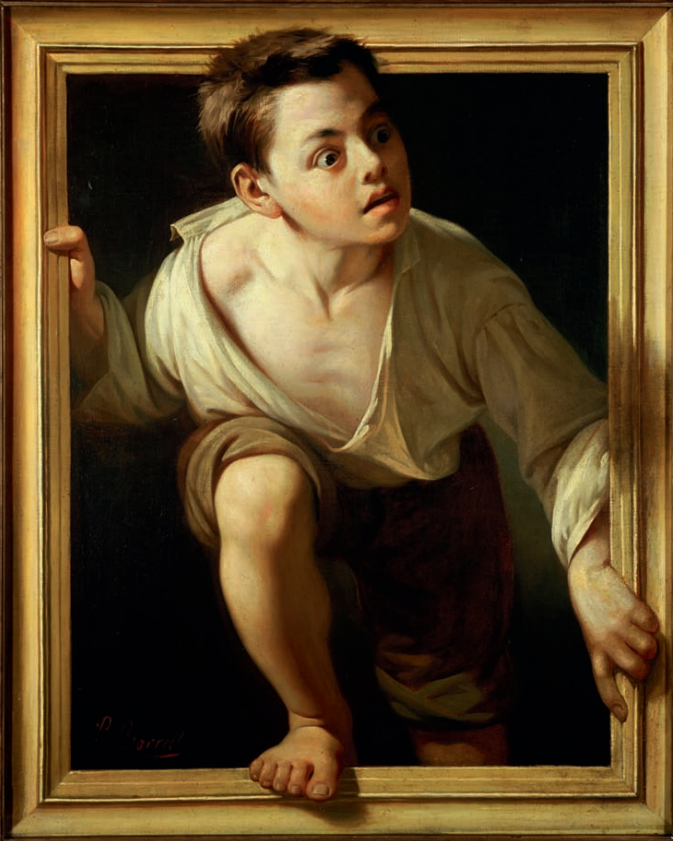
Trampantojo usando el marco como recurso pictórico (Escapando de la crítica, de Pere Borrell del Caso).

Marco es la estructura que soporta, protege y complementa una obra de arte bidimensional (pintura, dibujo, fotografía o cualquier otra forma cuyo soporte sea una lámina) o de poco relieve, formando con ella un conjunto denominado "cuadro". Enmarcación es el arte de construir marcos ("encuadrar" es el término preferido por el DRAE), y enmarcador sea profesional de ese oficio o artesanía, una de las artes aplicadas o decorativas. También se enmarcan objetos no necesariamente artísticos, como los espejos, o cualquier tipo de documento. Para mayor protección del objeto enmarcado, los marcos pueden estar acristalados.
Los marcos de puertas y ventanas son objeto de la arquitectura o el interiorismo. En cuanto a la enmarcación o perfilamiento mediante algún tipo de moldura de determinados elementos arquitectónicos, es una parte de la decoración arquitectónica (por ejemplo, la chambrana).

## Historia del arte

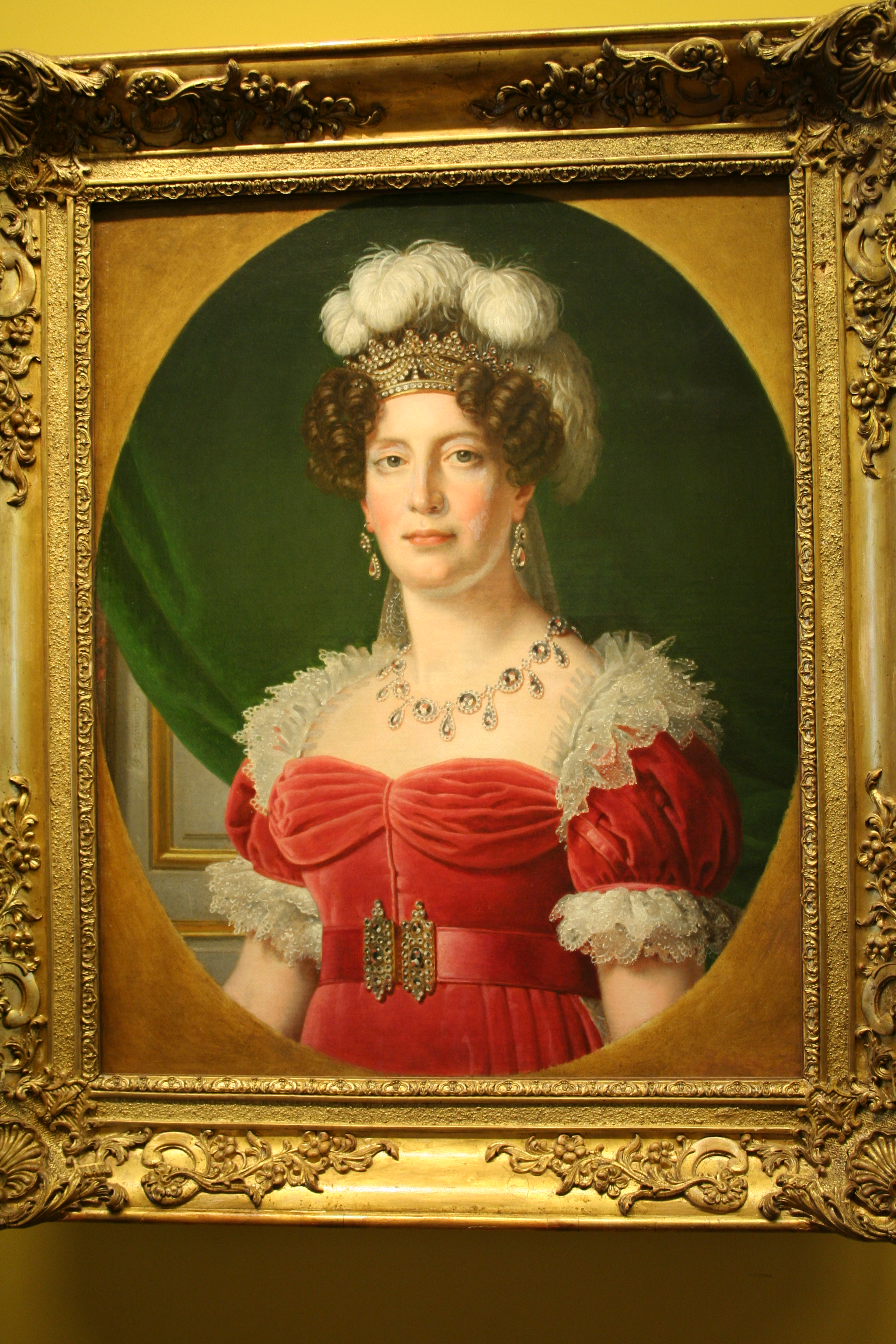
Cuadro con un elaborado marco artístico (Retrato de María Teresa Carlota de Francia, de Alexandre-François Caminade).
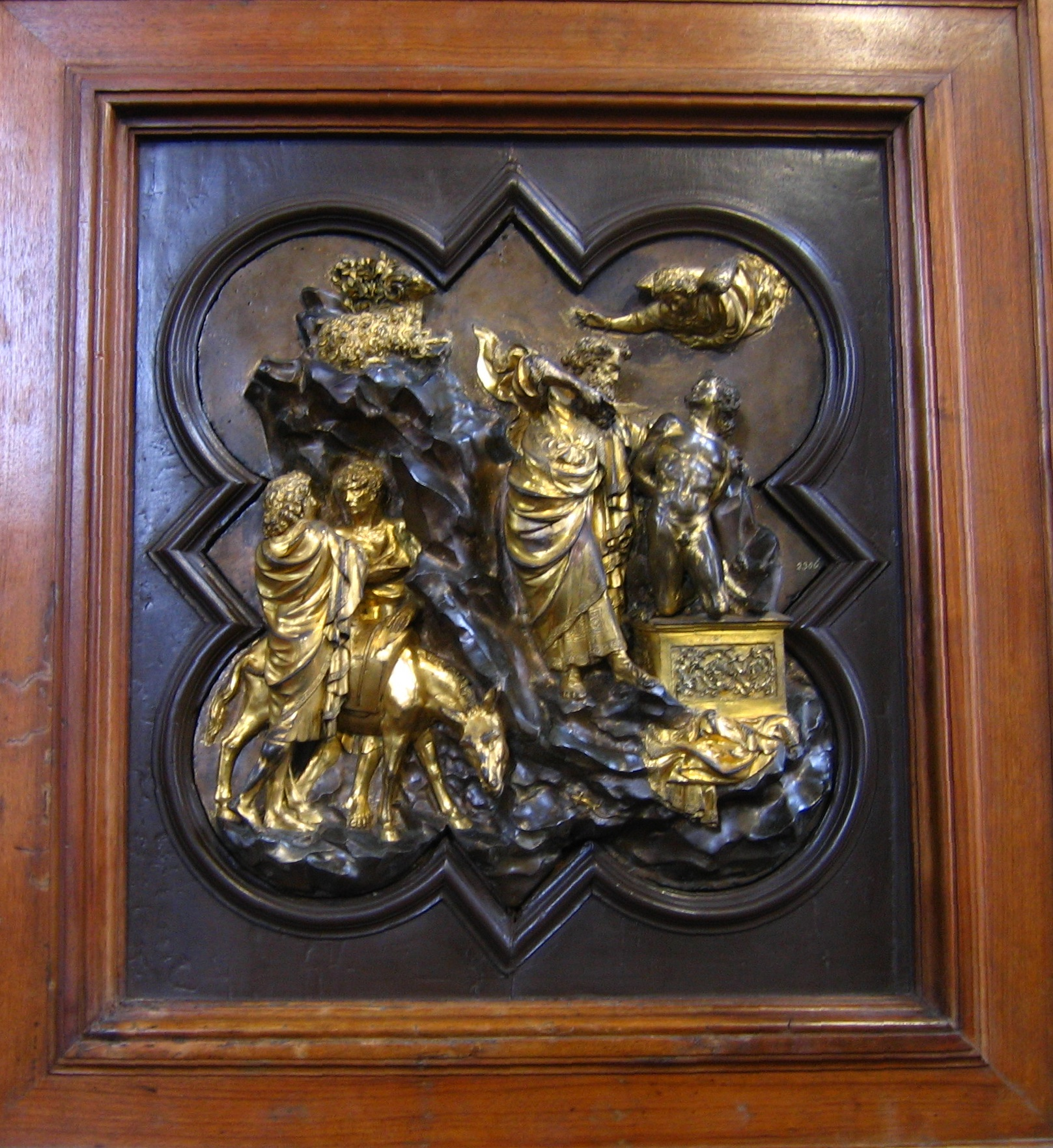
Marco cuadrilóbulo que determina el formato impuesto en el concurso de 1401 para las formelle de la puerta norte del Baptisterio de Florencia, ganado por Ghiberti (Sacrificio de Isaac).
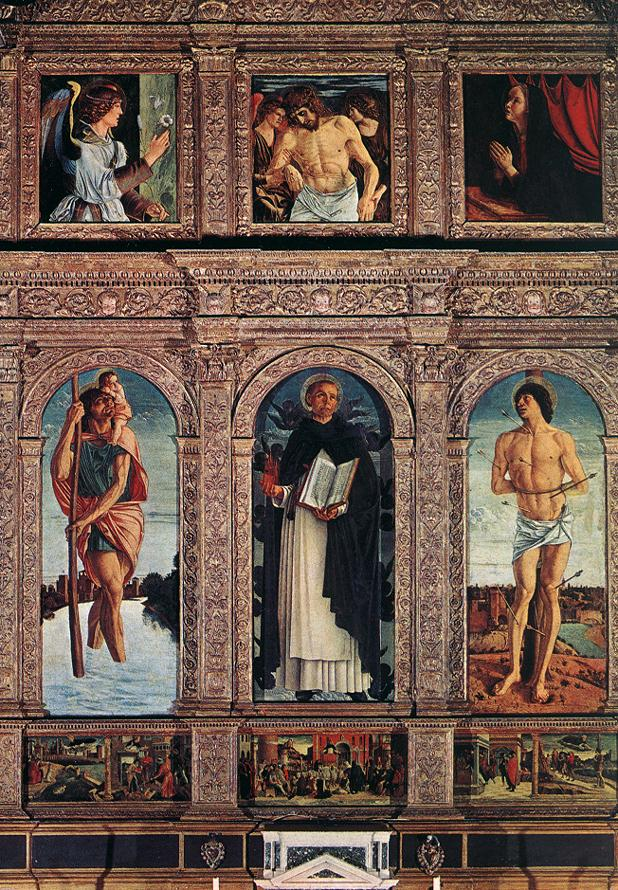
Políptico renacentista en el que una compleja enmarcación distribuye un programa pictórico religioso (San Vicente Ferrer, de Giovanni Bellini).
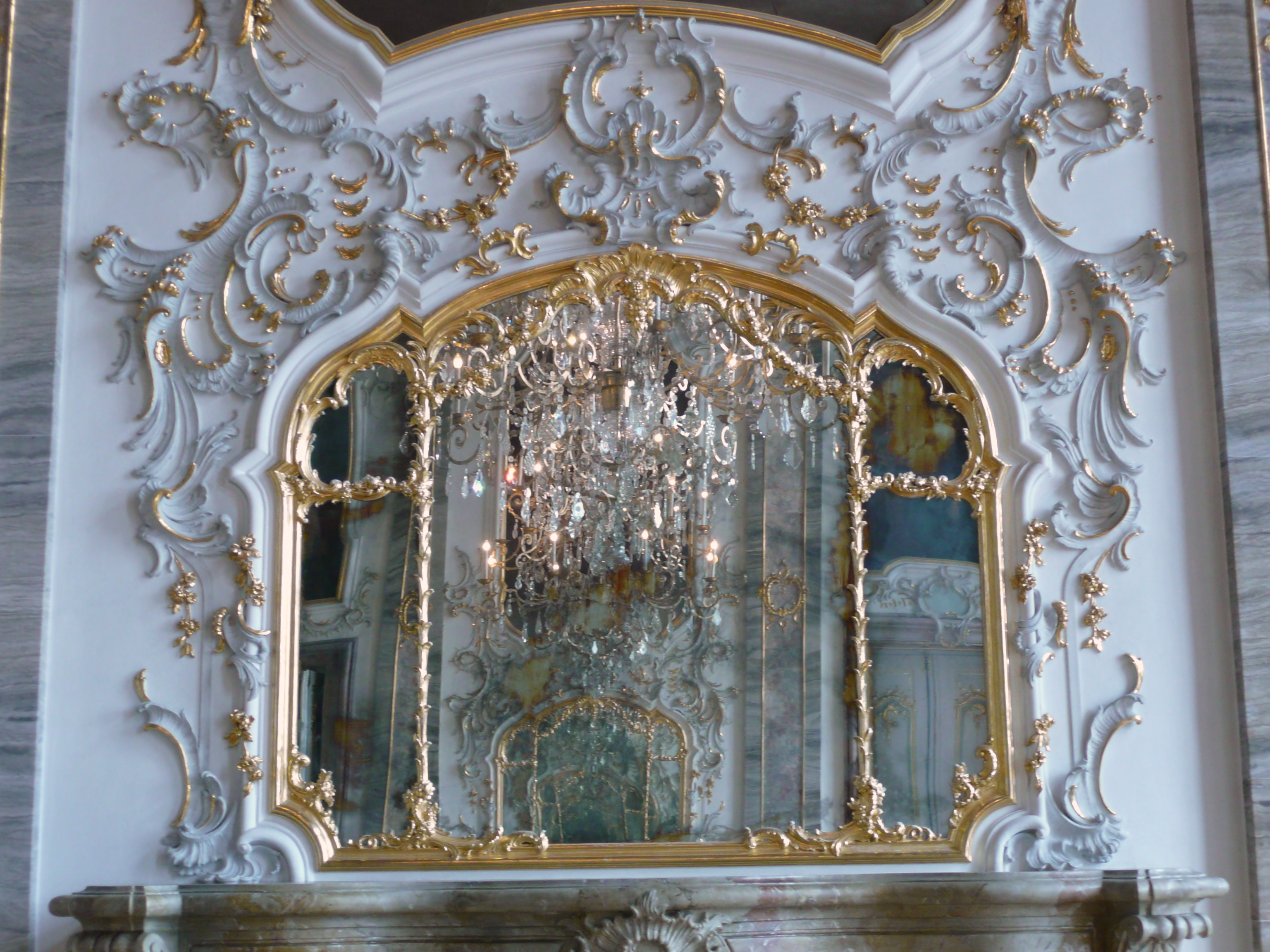
Espejo con marco de rocalla en el castillo de Ludwigsburg.

La enmarcación de obras de arte se hizo desde 
retablos de gran complejidad.
El cambio en la concepción de la pintura que tuvo lugar en el Renacimiento y el surgimiento de un potente mercado de arte provocó el cambio correspondiente en la concepción de las enmarcaciones. En la Francia de los siglos XVII y XVIII se hizo habitual dorarlos, y se diseñaron con formas cada vez más "barrocas", siguiendo la moda de los estilos de los muebles de la época (estilo Luis XIV, estilo Luis XV, estilo Luis XVI, etc.)
Los espejos ornamentales de dimensiones crecientes (según lo iba permitiendo la tecnología) empezaron a ser verdaderos muebles de habitación en el siglo XVI. Desde entonces se presentan con elegante marco y artístico pie, y ocupan un lugar distinguido en el salón como objeto móvil.
Se ha dado algún caso de profesional de la enmarcación que ha llegado a destacar en el campo de la pintura, como Ricardo Macarrón.

## Construcción de marcos

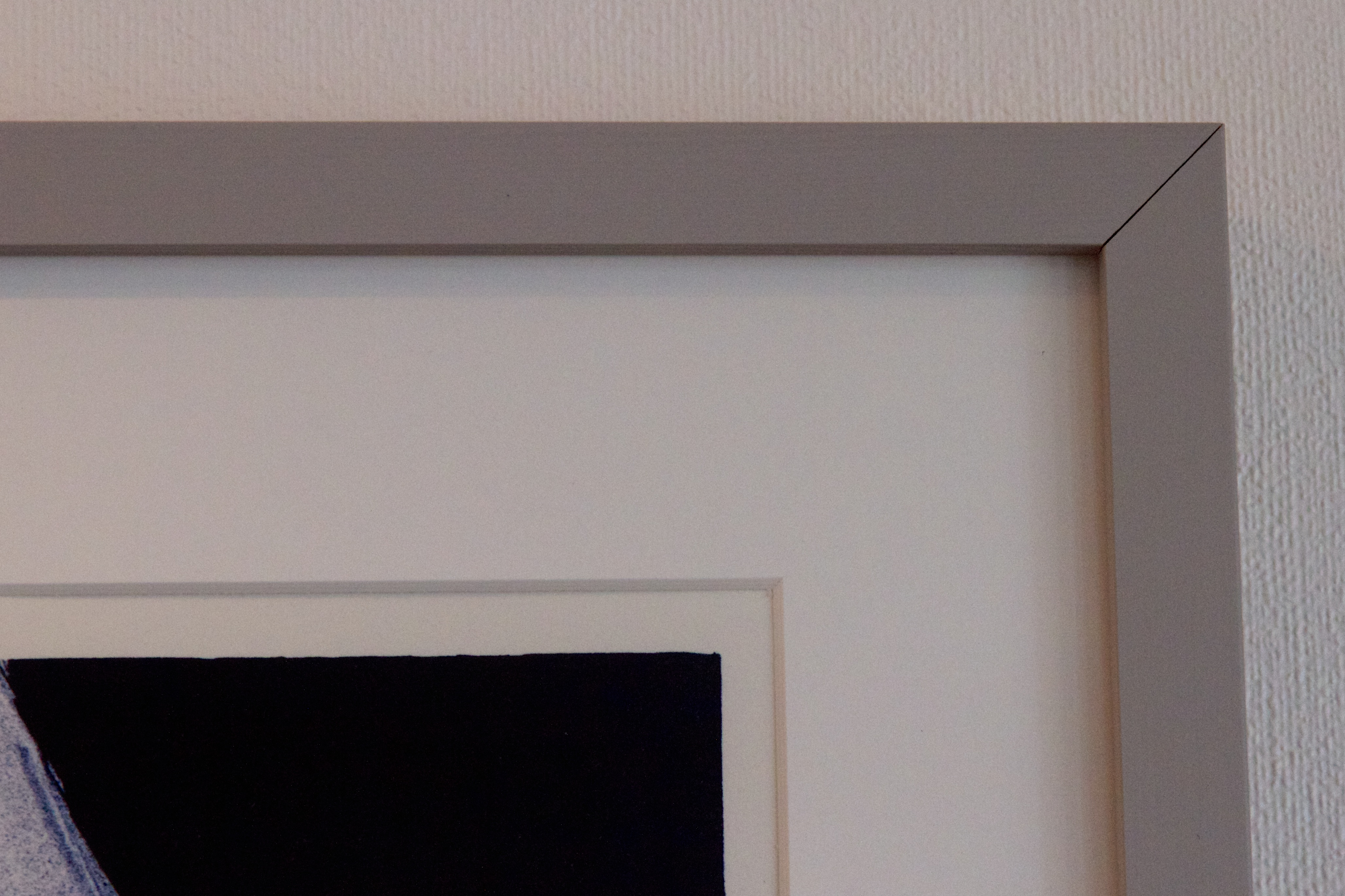
Marco simple con passepartout.
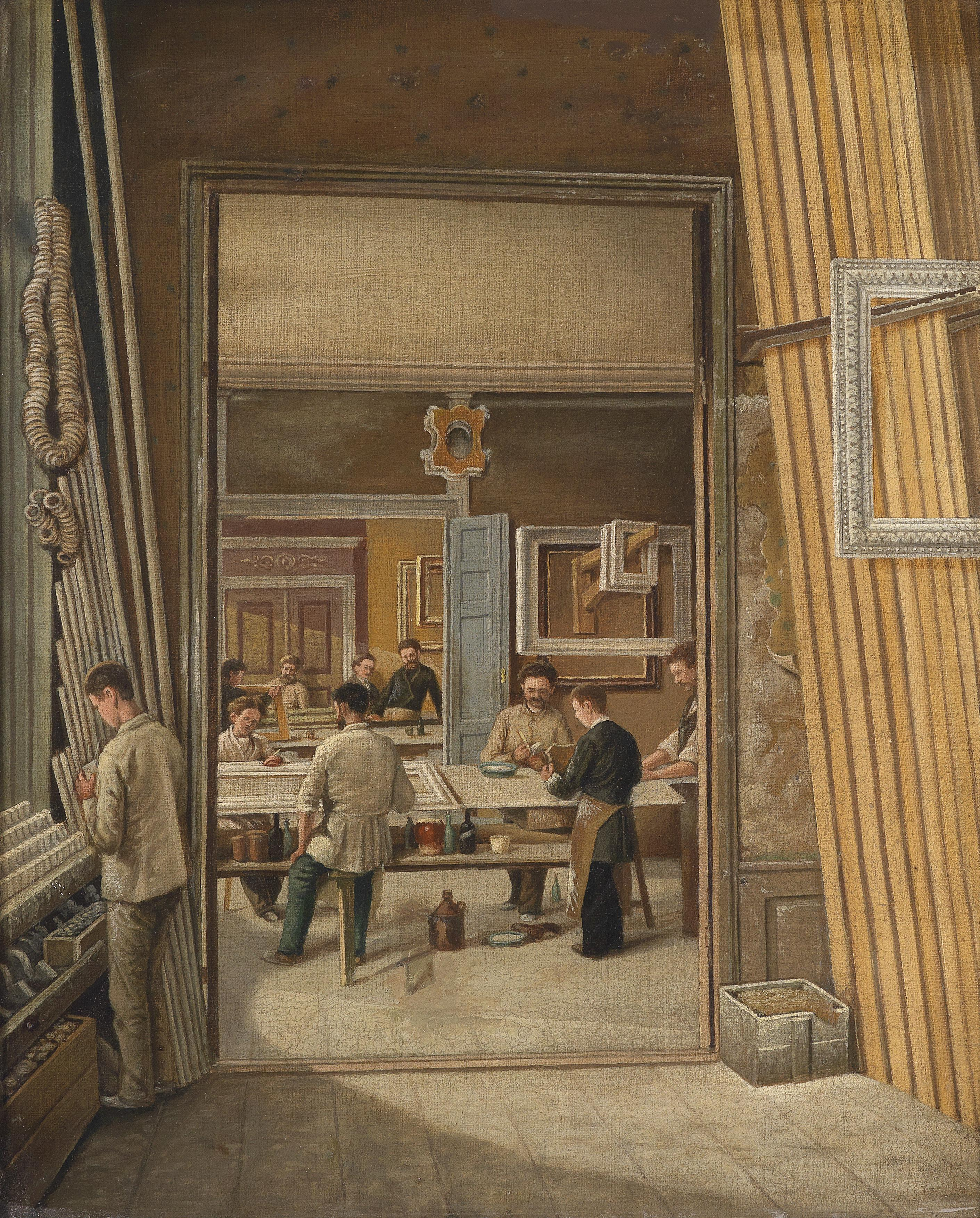
El taller de enmarcación (Rahmenmacherwerkstatt, ca. 1900).
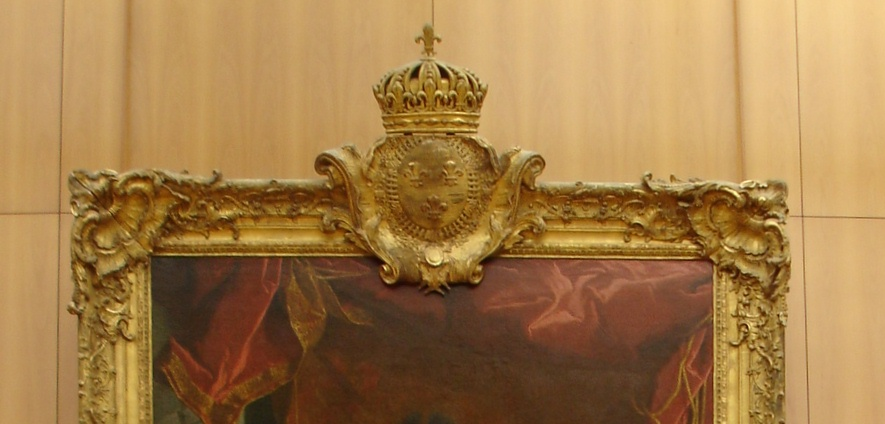
Haut de cadre estilo Luis XIV, con decoración heráldica.
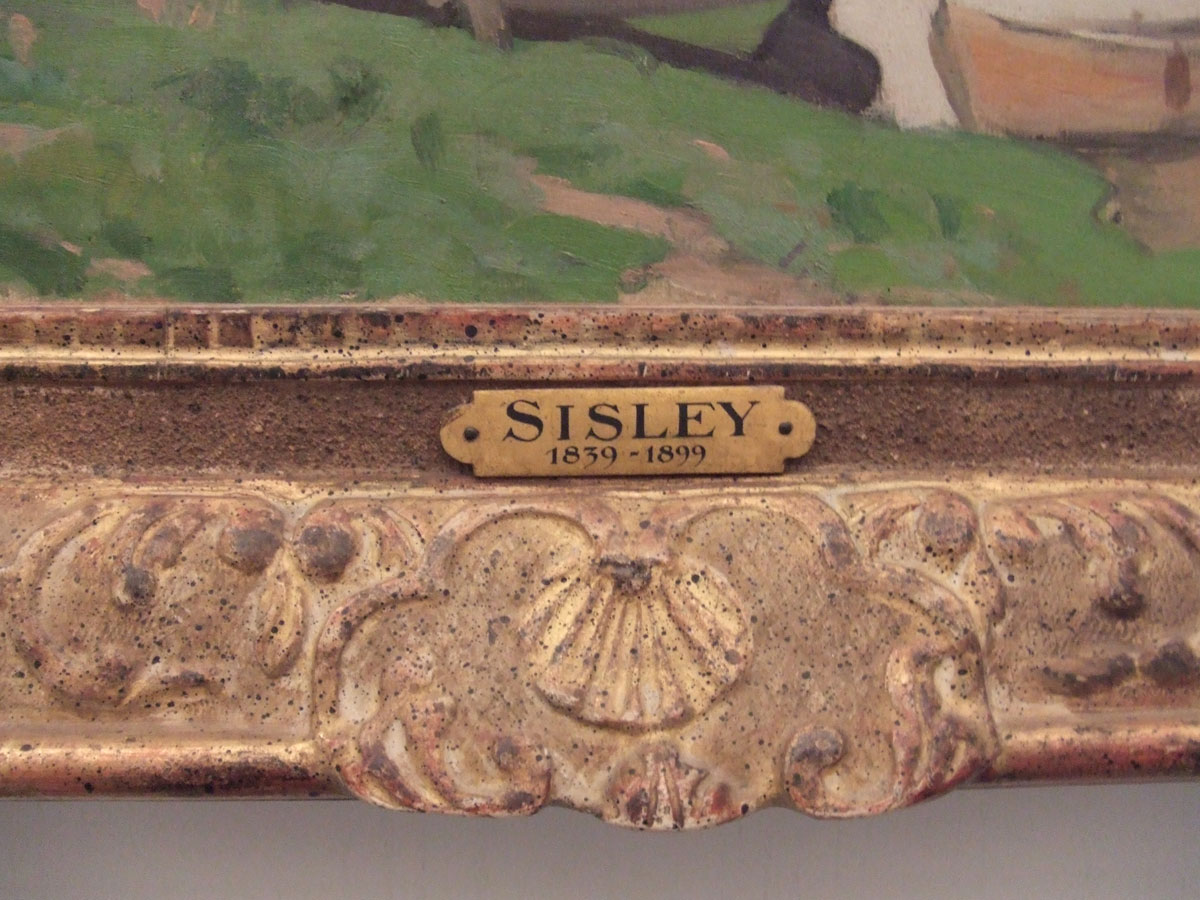
La inclusión de una cartela con los datos del cuadro suele hacerse en la parte inferior de los marcos.

Los marcos se hacen generalmente de madera suave o dura, aunque también se utilizan otros materiales, incluyendo metales (bronce, aluminio) o plásticos y similares (poliestireno...) Un marco puede ser de cualquier color, forma o textura, pero el dorado es común, especialmente en los marcos más antiguos, y el rectangular o cuadrado su forma más habitual. Algunos marcos tienen elaborados relieves, que pueden relacionarse con el tema de la obra en cuestión.
El marco puede contener un panel de cristal o de algún sustituto plástico del cristal como plexiglás, para proteger el cuadro. El cristal puede estar tratado con diferentes capas, siendo la más común filtros ultravioleta. Algunos tipos como el de Denglas, Optium o de Museum tienen una capa que da al cristal características parcialmente no reflexivas y prácticamente invisibles bajo condiciones adecuadas de iluminación.
Las obras enmarcadas bajo cristal no deben quedar en contacto, a excepción de las piezas menos delicadas y más baratas o de exhibiciones temporales. Esto se consigue por medio de un paspartú, una guarnición de "espaciadores de cartón o de plástico", el shadowboxing, o agrupando dos molduras con cristal intermedio u otros métodos. Si la superficie de la obra tocase el cristal directamente, cualquier condensación dentro del cristal la absorbería directamente esta al no tener un espacio para evaporación. Esto originaría que la lámina se pegase al cristal, moho y otros efectos perjudiciales. Separar el cristal es también necesario en una pieza como un carboncillo o pastel flojos para evitar manchas.
Sin embargo, ciertas piezas no necesitan cristal cuando están enmarcadas. Se incluyen las obras de  pintura acrílica u óleo (el primero es generalmente impermeable; el último necesita realmente "respirar" debido al secado de años de antigüedad), cristal teñidos o los azulejos y las láminas de póster. Estas clases de piezas todavía se ponen a veces debajo del cristal, sin embargo, si por ejemplo, se enmarcan usando los paspartús, o (en el caso de pinturas al óleo) se mantienen un ambiente de clima controlado.